# INRI

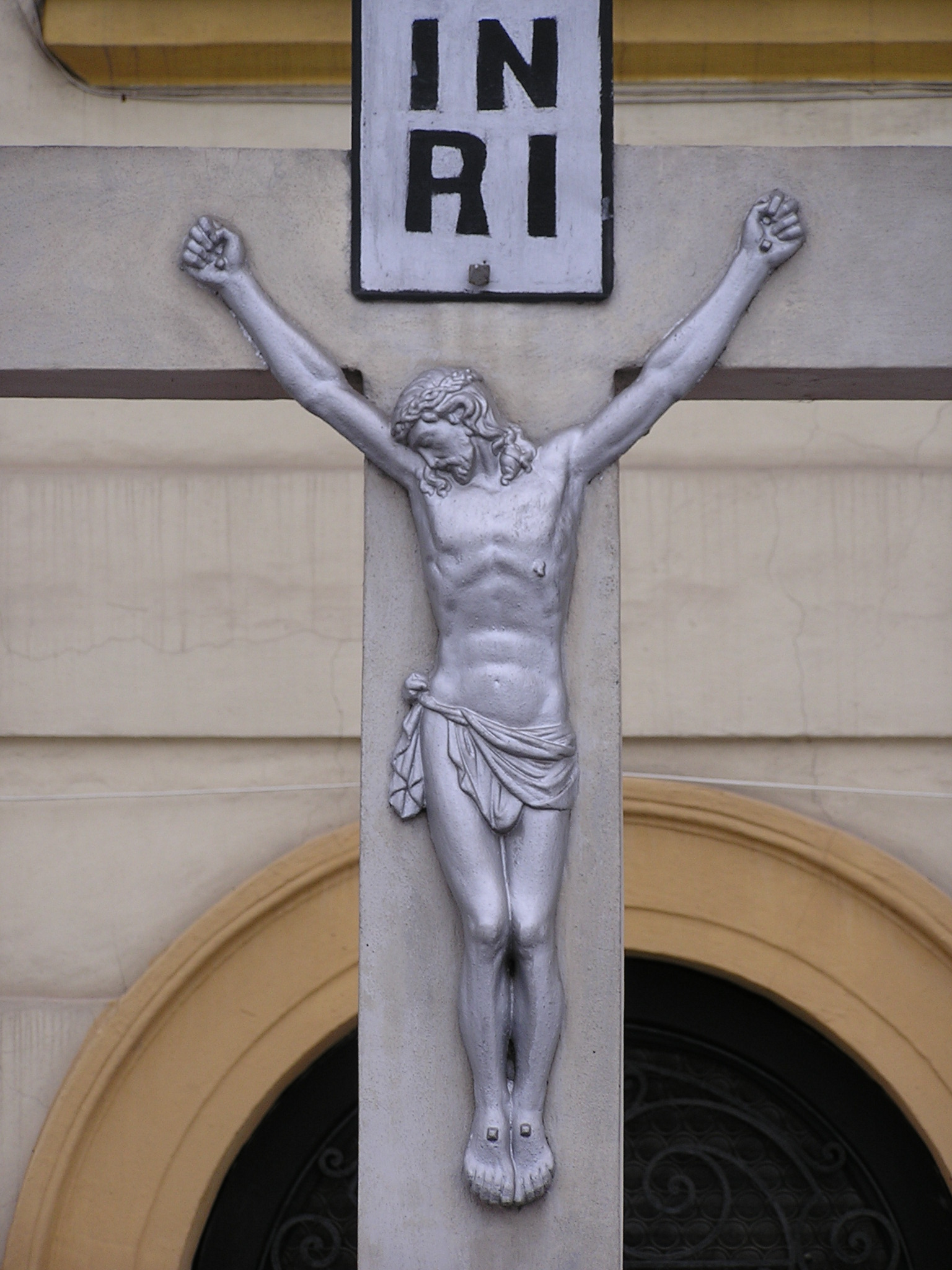
Распятие с аббревиатурой INRI. Кошице, Словакия

INRI — аббревиатура латинской фразы Iesvs Nazarenvs Rex Ivdæorvm, то есть «Иисус Назарянин, Царь Иудейский» (церк.-слав. І҆и҃съ назѡрѧни́нъ, цр҃ь і҆ꙋде́йскїй; І.Н.Ц.І.). Фраза восходит к Новому Завету (см. Мф. 27:37, Мк. 15:26, Лк. 23:38, и Ин. 19:19).

## Евангельское повествование
Аббревиатура изображается на титле распятий, над изображением Христа. Согласно Новому Завету, первоначально фраза была написана на табличке Понтием Пилатом и прикреплена к кресту, на котором распяли Христа:

Пилат же написал и надпись, и поставил на кресте. Написано было: Иисус Назорей, Царь Иудейский.
Эту надпись читали многие из Иудеев, потому что место, где был распят Иисус, было недалеко от города, и написано было по-еврейски, по-гречески, по-римски. 

Первосвященники же Иудейские сказали Пилату: не пиши: Царь Иудейский, но что Он говорил: Я Царь Иудейский. 

Пилат отвечал: что я написал, то написал.
— Ин. 19:19-22
Надпись была выполнена на трёх языках: арамейском (язык местного населения), древнегреческом (интернациональный язык общения в то время) и латыни (язык римлян; Иудея была тогда римской провинцией, наместник — Понтий Пилат).

### Сравнение текстов
| Греческий |  | Церковнославянский |  | Синодальный |
| Καὶ ἐπέθηκαν ἐπάνω τῆς κεφαλῆς αὐτοῦ τὴν αἰτίαν αὐτοῦ γεγραμμένην οὗτός ἐστιν Ἰησοῦς ὁ βασιλεῦς τῶν Ἰουδαίων. |  | И возложи́ша верхꙋ̀ главы̀ є҆гѡ̀ винꙋ̀ є҆гѡ̀ напи́санꙋ: се́й є҆́сть і҆и҃съ, цр҃ь і҆ꙋде́йскїй. |  | И поставили над головою Его надпись, означающую вину Его: Сей есть Иисус, Царь Иудейский. |
| (Мф. 27:37) |  | |  | |
| Καὶ ἦν ἡ ἐπιγραφὴ τῆς αἰτίας αὐτοῦ ἐπιγεγραμμένη ὁ βασιλεὺς τῶν Ἰουδαίων. |  | И҆ бѣ̀ написа́нїе вины̀ є҆гѡ̀ напи́сано: цр҃ь і҆ꙋде́йскъ. |  | И была надпись вины Его: Царь Иудейский. |
| (Мк. 15:26) |  | |  | |
| ἦν δὲ καὶ ἐπιγραφὴ ἐπ᾿ αὐτῷ γράμμασιν Ἑλληνικοῖς καὶ Ῥωμαϊκοῖς καὶ Ἑβραϊκοῖς, Οὗτός ἐστιν ὁ βασιλεὺς τῶν Ἰουδαίων. |  | Бѣ́ же и҆ написа́нїе напи́сано над̾ ни́мъ писмены̀ є҆́ллинскими и҆ ри́мскими и҆ є҆вре́йскими: се́й є҆́сть цр҃ь і҆ꙋде́йскъ. |  | И была над Ним надпись, написанная словами греческими, римскими и еврейскими: Сей есть Царь Иудейский. |
| (Лк. 23:38) |  | |  | |
| Ἕγραψεν δὲ καὶ τίτλον ὁ Пιλᾶτος καὶ ἔθηκεν ἐπὶ τοῦ σταυροῦ ἦν δὲ γεγραμμένον Ἰησοῦς ὁ Ναζωραῖος ὁ βασιλεὺς τῶν Ἰουδαίων. Τοῦτον οὖν τὸν τίτλον πολλοὶ ἀνέγνωσαν τῶν Ἰουδαίων ὅτι ἐγγὺς ἦν ὁ τόπος τῆς πόλεως ὅπου ἐσταυρώθη ὁ Ἰησοῦς καὶ ἦν γεγραμμένον Ἑβραϊστί Ῥωμαϊστί Ἑλληνιστί |  | Написа́ же и҆ ті̑тла пїла́тъ, и҆ положѝ на крⷭ҇тѣ̀. Бѣ́ же напи́сано: і҆и҃съ назѡрѧни́нъ, цр҃ь і҆ꙋде́йскїй. Сегѡ́ же ті́тла мно́зи что́ша ѿ і҆ꙋдє́й, ꙗ҆́кѡ бли́з̾ бѣ̀ мѣ́сто гра́да, и҆дѣ́же пропѧ́ша і҆и҃са: и҆ бѣ̀ напи́сано є҆вре́йски, гре́чески, ри́мски. |  | Пилат же написал и надпись, и поставил на кресте. Написано было: Иисус Назорей, Царь Иудейский. Эту надпись читали многие из Иудеев, потому что место, где был распят Иисус, было недалеко от города, и написано было по-еврейски, по-гречески, по-римски. |
| (Ин. 19:19—20) |  | |  | |

Таким образом, аббревиатура INRI соответствует Евангелию от Иоанна, тогда как варианты синоптических Евангелий отличаются от него и друг от друга.

## Вариации написания

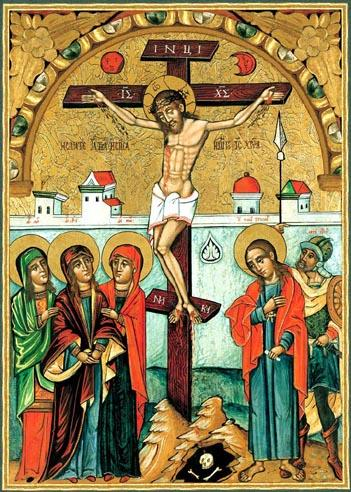
Икона «Распятие с предстоящими»

В некоторых восточных церквях употребляется греческая аббревиатура INBI от греческого текста Ἰησοῦς ὁ Ναζωραῖος ὁ Bασιλεὺς τῶν Ἰουδαίων. Румынская православная церковь использует латинскую версию, а в русском и церковнославянском вариантах аббревиатура выглядит как І.Н.Ц.І.
Существует также иная православная традиция — вместо подлинной надписи Пилата давать на распятии надпись: Bασιλεὺς τοῦ κόσμου, «Царь мира», или, в славянских странах — «Царь славы». К XVII веку версия с «Царём славы» преобладала в русской церкви, в то время как реформа Никона сделала обязательной надпись ІНЦІ. Старообрядчество сохранило приверженность тексту «Царь славы», а сохранение Никоном текста Пилата стало в глазах старообрядцев одним из доказательств еретической сути реформы.

## Титло INRI
Титло INRI (лат. titulus) — христианская реликвия, найденная в 326 году императрицей Еленой во время её путешествия в Иерусалим вместе с Животворящим Крестом и четырьмя гвоздями.
Длительное время титло хранилось в Иерусалиме. Сведения о поклонении этой реликвии приводятся в рассказе знатной паломницы IV века Сильвии (или Етерии). Считается, что титло было вывезено из Иерусалима в период крестовых походов.
В настоящее время, по утверждению католической церкви, крупный фрагмент титла хранится в церкви Санта-Кроче-ин-Джерусалемме в Риме.

## INRI в алхимической традиции
В алхимической и гностической традиции аббревиатура INRI имеет второе значение Igne Natura Renovatur Integra, то есть Огнём природа обновляется вся или Вся природа постоянно обновляется огнём. Сейчас в этом втором значении используется рядом оккультных организаций.